# Luka Juri
Luka Juri (Capodistria, 13 maggio 1977) è un geografo e politico sloveno e italiano, membro della comunità italiana in Slovenia.

## Biografia
Nato nell'Istria slovena, dopo aver collaborato come giornalista per TeleCapodistria, Primorski Dnevnik e la televisione regionale triestina Telequattro, Juri diventa redattore di alcune radio e settimanali dell'Istria slovena e nel 2002 consegue una laurea in Scienze internazionali e diplomatiche all'Università di Trieste.
Dopo aver conseguito un master all'Università di Lubiana nel 2006 e un dottorato di ricerca a Trieste in geopolitica e geoeconomia, Luka Juri viene eletto consigliere comunale di Capodistria per i Socialdemocratici e nel 2008 viene eletto al Parlamento sloveno dove ricopre fino al 2011 l'incarico di capodelegazione dei deputati sloveni all’OSCE a Vienna.
Nel 2012 Luka Juri è nominato dal sindaco della città istriana come direttore del Museo regionale di Capodistria.
Nel 2016 Luka Juri ha ricevuto l'onorificenza dell'Ordine della Stella d'Italia e nel 2018 si è candidato come deputato alle elezioni politiche italiane nella circoscrizione Estero con la lista +Europa di Emma Bonino.
Luka Juri ricopre anche l'incarico di docente in Strategie Internazionali per lo Sviluppo Economico al Campus Universitario CIELS di Gorizia.

## Pubblicazioni
- Juri, Luka "Finestre europee verso il Mediterraneo: Capodistria e Trieste."  su Le metafore del Mediterraneo, Trieste, 2006, Eut (Edizioni Università di Trieste), pgg. 75-89.
- Juri, Luka "The Northern Adriatic in the vortex of global and local energy interests." su Romanian Review on Political Geography, Anno XI, n. 2, Oradea 2009, University of Oradea, pgg. 74-82.
- Juri, Luka (redattore) "Katalog muzejskih zbirk / Catalogo delle collezioni museali / Museum Collections Catalogue." Museo regionale di Capodistria, Capodistria, 2013.